# The Chronic
The Chronic — дебютний студійний альбом американського репера Dr. Dre, випущений 15 грудня 1992 року на лейблах Death Row, Interscope та Priority Records.
Альбом був записаний з квітня по червень 1992 року на студії Death Row Studios в Лос-Анджелесі за участю хіп-хоп артистів Західного узбережжя, включаючи Snoop Doggy Dogg, Daz Dillinger, Kurupt, Nate Dogg та Warren G (зведеного брата Dr. Dre) допоміг розпочати їхню власну кар'єру. Дистриб'юцією альбому займався лейбл Interscope Records.
То був перший сольний альбом Dr. Dre після того, як він покинув хіп-хоп групу N.W.A та її лейбл Ruthless Records через фінансову суперечку. The Chronic містив як приховані, так і прямі образи на адресу лейбла Ruthless Records та його власника, колишнього члена N.W.A., Eazy-E. Альбом був названий на честь сленгової назви високоякісного сорту канабісу («Chronic»), а його обкладинка — данина поваги до цигаркового паперу Zig-Zag.
Альбом досяг 3 місця у чарті Billboard 200 та 1 місця у чарті Top R&B/Hip-Hop Albums в американському журналі Billboard. Альбом був проданий тиражем більше трьох мільйонів екземплярів у Сполучених Штатах і був сертифікований RIAA як «тричі платиновий» через рік після виходу, 3 листопада 1993 року, що призвело до того, що Dr. Dre увійшов до десятки найбільш продаваних американських артистів-виконавців 1993. За даними Nielsen SoundScan, станом на липень 2015 альбом був проданий в США в кількості 5,7 мільйонів копії за рахунок платного цифрового скачування.
Альбом містить три сингли, які потрапили в чарти журналу Billboard: «Nuthin' But a «G» Thang», «Let Me Ride» і «Dre Day». «Nuthin' but a „G“ Thang» досяг 2-го місця в чарті Billboard Hot 100 і 1 місця в чартах Hot R&B/Hip-Hop Singles & Tracks і Hot Rap Singles. У 1993 році «Nuthin' But a „G“ Thang» був сертифікований RIAA як «платиновий», у той час як «Dre Day» став «золотим» з продажу в США . У 1994 році Let Me Ride приніс Dr. Dre премію «Греммі» за найкраще сольне реп-виконання, а пісня «Nuthin' But a „G“ Thang» була номінована на Найкраще реп-виконання дуетом або гуртом на 36-й церемонії «Греммі».
Продакшн Dr. Dre був відзначений за популяризацію поджанру джи-фанк у гангста-репі . The Chronic широко відомий як один з найважливіших і впливових альбомів 1990-х років, і вважається багатьма шанувальниками та колегами одним з найкраще спродюсованих хіп-хоп альбомів усіх часів . В 2003 альбом The Chronic був поміщений на 138 місце в списку «500 найбільших альбомів всіх часів за версією журналу Rolling Stone».

## Музика

### Продакшн
Продакшн на альбомі The Chronic був розцінений як інноваційний та новаторський, і отримав загальне визнання критиків. AllMusic прокоментував зусилля Dr. Dre: «Тут Дре створив свій запатентований звук джи-фанк: жирні, приглушені біти груп Parliament — Funkadelic, душевний бек-вокал та живі інструменти в безперервних басових лініях та плаксивих синтезаторах» і це «Протягом наступних чотирьох років було неможливо почути мейнстрім хіп-хоп, на який не вплинули Дре та його запатентований джи-фанк». На відміну від інших хіп-хоп продюсерів (таких як The Bomb Squad), які сильно семплювали, Dr. Dre використовував лише один або кілька семплів в одній пісні. У списку The Immortals — The Greatest Artists of All Time американського журналу Rolling Stone, де Dr. Dre зайняв 56-те місце, Kanye West писав про якість продакшена альбому: «The Chronic, як і раніше, є хіп-хоп еквівалентом альбому Songs in the Key of Life співака Стіві Вандера. Це зразок, з яким ви порівнюєте свій альбом, якщо ви серйозні».
Джон Парелес із американської газети The New York Times описав продакшн, написавши «Нижній регістр — це болотисті басові лінії синтезатора, які відверто імітують звучання Parliament-Funkadelic; верхній кінець — часто самотня клавішна лінія, що безперервно свистить або їсть». Між ними широко відкриті простори, що містять лише ритм-гітару, рідкісні клавішні акорди. Парелес зауважив, що пісні «були плавнішими і простішими, ніж реп Східного узбережжя, і [Dr. Dre та Snoop Dogg] рішуче розширили хіп-хоп аудиторію у приміських районах». До цього моменту мейнстрім хіп-хопом була в основному музика для вечірок (наприклад, Beastie Boys) або для розширення прав і можливостей і політично заряджена (наприклад, Public Enemy або X-Clan), що складалася майже повністю з семплов і брейкбітів. Dr. Dre відкрив новий музичний стиль та тексти для хіп-хопу. Біти були повільнішими і м'якшими, семпли фанк музики кінця 1970-х і початку 1980-х. Змішуючи ці ранні впливи з оригінальними живими інструментами, створили особливий жанр, відомий як джи-фанк.

### Лірика
Лірика альбому викликала деякі протиріччя, оскільки тематика включала сексизм і жорстокість. Було відзначено, що альбом був «лякаючою сумішшю міських вуличних банд, яка включає в себе женоненависницьку сексуальну політику та сценарії жорстокої помсти». Більшість учасників гурту N.W.A. були згадані на альбомі; Eazy-E та Ice Cube були ображені на другому синглу «Fuck Wit Dre Day», у той час як MC Ren, однак, був згаданий у вступі альбому. Dr. Dre образив колишнього товариша по групі, Eazy-E, в порочній ліриці, яка була в основному спрямована на те, щоб образити його ворога гомосексуальними наслідками, хоча було зазначено, що він має
...енергійний розум у виразах та римах; іншими словами, пісня образлива, але вона «творчо» образлива.
Snoop Doggy Dogg, який зіграв значну роль на альбомі, отримав високу оцінку за тексти та флоу, і було згадано, що «У поєднанні з його винахідливими римами відмінний стиль Снупа зробив його суперзіркою ще до того, як він випустив власний запис» і що його участь була така ж важлива для успіху альбому, як і його продакшн. Журналіст Touré з американської газети The New York Times зазначає, що «Хоча Снуп римує делікатно, зміст — це не що інше, як дорослішання в бідності, часто в оточенні насильства і, відсидівши шість місяців у в'язниці округу Вейсайд за межами Лос-Анджелеса (за зберігання кокаїну), він отримав досвід Снуп Догга, на який він спирається». Снуп Догг пізніше прокоментував «реальність» його лірики, заявивши: «Мій реп — це інциденти, які я або бачив, що це трапилося з одним із моїх близьких друзів, або я знаю про це просто перебуваючи в гетто. Я не можу читати реп про те, чого не знаю. Ви ніколи не почуєте, щоб я римував про ступінь бакалавра. Це тільки те, що я знаю, і це є вуличне життя. Це все повсякденне життя, реальність».

## Сингли
Три сингли були випущені з альбому: «Nuthin' But a „G“ Thang», «Fuck wit Dre Day» і «Let Me Ride».
«Nuthin' But a „G“ Thang» був випущений як перший сингл 19 листопада 1992 року. Він досяг 2 місця в чарті Billboard Hot 100 і 1 місця в чартах Hot R&B/Hip-Hop Singles & Tracks та Hot Rap Singles. Він був проданий тиражем понад мільйон екземплярів, і Асоціація звукозаписної індустрії Америки (RIAA) сертифікувала його як «платиновий» 24 березня 1993.
Пісня була номінована на Найкраще реп-виконання дуетом або гуртом на 36-й церемонії «Греммі» але програв нагороду пісні «Rebirth of Slick (Cool Like Dat)» групи Digable Planets. Стів Хьюї з AllMusic назвав пісню «архетипічним джи-фанк синглом» і додав, що «звук, стиль та виконання Nuthin' But a „G“ Thang були не схожі ні на що в хіп-хоп сцені початку 90-х років». Він високо оцінив появу Снуп Догга, заявивши, що флоу (Снуп Догга) було лаконічним і розслабленим, неймовірно впевненим і здатним до скорострільних скоромовок, але холоднокровно і майже без зусиль у той же час. Сьогодні це одна з найвизнаніших критиками та комерційних хіп-хоп/реп пісень усіх часів. Вона визнана 134-ю найкращою піснею за весь час сайтом Acclaimedmusic.net і шостою найкращою хіп-хоп/реп-піснею, і в ході опитування VH1 обрана як 13-та найкраща пісня 1990-х.
«Fuck wit Dre Day (And Everybody's Celebratin')» була випущена як другий сингл 20 травня 1993 року і, як і попередній сингл, був хітом у кількох чартах. Сінгл досяг 8 місця в чарті Billboard Hot 100 і 6 місця в чарті Hot R&B/Hip-Hop Singles & Tracks. Було продано більше 500 тисяч одиниць синглу, і RIAA сертифікувала його як «золотий» 10 серпня 1993 року. Автор сайту Allmusic Стів Хьюї заявив, що ця пісня була «класичним хіп-хоп синглом», пославшись на те, що продакшн Dr. Dre «бездоганний як ніколи, поєднуючи його фірмові плаксиві мелодії синтезатора з переривчастою, низхідною басовою лінією, снером, що швидко наростає, і проникливим жіночим вокалом на задньому плані» і натякав на Снуп Догга, заявляючи, що «Підхід Снупа що було у Снупа з самих глибин, його розтягування слова, спокійна подача прогнозує безперечний контроль — це звучало ліниво, хоча це не було так, і це допомогло встановити невинну персону Снупа». Трек містить прямі образи реперів: репера Східного узбережжя Tim Dog, учасника групи 2 Live Crew, Luke, та колишніх співучасників Дре, Eazy-E та Ice Cube.
«Let Me Ride» був випущений як касетний сингл 13 вересня 1993. Він мав помірний успіх у чартах, досягнувши 34 місця у чарті Billboard Hot 100 та 3 місця у чарті Hot Rap Singles. За цю пісню Dr. Dre виграв премію «Греммі» за найкраще сольне реп-виконання на 36-й церемонії «Греммі». У цій пісні та пісні «Nuthin' But a „G“ Thang», журнал Time зазначив, що куплети Dr. Dre були доставлені з «гіпнотично лякаючою легкістю» і давали їм відчуття «захід сонця на широко відкритому бульварі Лос-Анджелеса, повному можливостей і загроз».

## Прийом критиків
У сучасному огляді для Rolling Stone Хавелок Нельсон написав, що альбом «видає грубий реалізм і дає данину хіп-хоп віртуозності». Entertainment Weekly сказав, що він «вирує від люті, гуляє з упевненістю і відображає соціальний реалізм, який часто потворний і жахливий» . Журнал The Source стверджував, що «стиль Снуп Догга а-ля-Slick Rick» створює «новий грунт для MC Західного узбережжя» і що альбом є «інноваційною та прогресивною хіп-хоп упаковкою, яку не можна пропустити.». Една Гундерсен із USA Today вважала «безперечною майстерність Дре як майстра бітів та вуличного проповідника». Джонатан Голд із Los Angeles Times писав, що, хоча реперам не вистачає «кмітливості» та «ритмічної віртуозності», артистизм Дре «нарівні з Філом Спектором або Браяном Уілсоном». Голд стверджував, що, оскільки Dre відтворює, а не семплює біти та інструментальну роботу, відданість готового альбому не схильна до впливу «незграбних R&B-записів, які були зіграні мільйон разів», на відміну від продакшена хіп-хопу на Східному узбережжі.
Грег Кот був менш захопленим в американській газеті Chicago Tribune, вважаючи The Chronic поверховою, грубою розвагою, і в той же час писав, що «Dre поєднує вуличну потенцію з бандитською дурістю в рівній мірі». Критик Village Voice Роберт Крістгау назвав його «соціопатичною легкою музикою» та «поганою поп-музикою», чиє нововведення — відхід Дре від семплювання — не надихнуте сучасним Пи-Фанком, а скоріше саундтреками до фільмів у жанрі Blaxploitation, які привели його до об'єднання банальних басових партій з імітацією «високого тонального сустейна Берні Уоррелла», в основному дратівливого звуку, який у контексті завжди означав фантазію, а не забиту камінням реальність, втрату себе У кращому випадку, Dre ніколи не наближається до неї, грандіозна фішка. Він відчував, що жорстокі ліричні загрози були розпливчасті і позбавлені деталей, але цей Снуп Догг римував «кумедно» і менш безглуздо, ніж Дре. Адам Хіггінботам із журналу Select висловив думку, що The Chronic був не таким сильним, як релізи інших гангста-реп-виконавців, таких як Ice Cube та Da Lench Mob, і не знайшов його ні «музично гострим, ні лірично розумним, як останній». Його рецензія дійшла висновку, що альбом звучав як «всі пішохідні біти з альбому The Predator», але все ж таки він був кращим, ніж будь-що випущене Eazy-E.
У ретроспективному матеріалі Джон Парелес із газети The New York Times сказав, що The Chronic і альбом Снуп Догга Doggystyle «примусили гангста життя звучати як вечірка, яка іноді переривається перестрілкою». Стів Х'юї з AllMusic порівняв Dr. Dre з його натхненням, Джорджем Клінтоном, заявивши, що «Дре такий же невимушений у стилі фанки, і він краще відчуває приспів, це спритність, яка впровадила гангста-реп у поп-чарти». Автор сервісу потокової музики Rhapsody Бролін Віннінг назвав альбом «недоторканим шедевром каліфорнійського гангста-репу» і що він містить «трек за треком дорогоцінного каміння джи-фанка». У списку «500 найбільших альбомів всіх часів за версією журналу Rolling Stone» було зазначено, що «Dre змішав рими з гладким басовим стилем продакшена і спокійною подачею тоді невідомого репера Snoop Doggy Dogg». Джош Тіранджіл з журналу Time заявляє, що Dr. Dre створив «звук, який визначив час початку 90-х років у Лос-Анджелесі так само, як лейбл Motown визначив час 60-х у Детройті». Лаура Сінагра, яка пише для The Rolling Stone Album Guide (2004), сказала, що The Chronic «містить приголомшливі біти Funkadelic, розроблені для того, щоб гуркотіти у ваших динаміках, у той час як фактична жорстокість лірики виносить ваш задимлений розум».

### Ретроспектива
У 1994 році «Nuthin' But a „G“ Thang» і «Let Me Ride» були номіновані на 36-й церемонії «Греммі», причому останній виграв для Dr. Dre премію «Греммі» за найкраще сольне реп-виконання. У тому ж році читачі журналу Hip Hop Connection визнали його четвертим найкращим альбомом за весь час, що привело журнал до роздумів:
Через кілька років його навіть можна буде згадати як Кращий реп-альбом усіх часів.
The Chronic був включений до списку журналу Vibe «100 основних альбомів XX століття», а потім журнал включив його до свого списку «10 кращих реп-альбомів за весь час», охрестивши його «опусом, що визначає десятиліття». Платівка посіла восьме місце в журналі Spin у списку «90 найбільших альбомів 90-х», а в 2005 році вона посіла 35-те місце у списку «100 найбільших альбомів 1985—2005». В 2003 журнал Rolling Stone помістив альбом The Chronic на 138-ме місце в списку «500 найбільших альбомів всіх часів за версією журналу Rolling Stone». У 2005 році MTV Networks назвав The Chronic третім за величиною хіп-хоп альбомом в історії. Наступного року журнал Time назвав його одним із «100 альбомів за весь час». У ретроспективному випуску журнал XXL присудив The Chronic чудовий рейтинг «XXL». Журнал The Source, який спочатку дав альбому рейтинг 4,5 з 5 мікрофонів у 1993 році, пізніше включить його до свого списку «100 найкращих реп-альбомів»; у 2008 році колишній редактор журналу Реджинальд Денніс зауважив, що він «дав би йому п'ять» у ретроспективі — у редакторів журналу було суворе правило, яке забороняло рейтинги у п'ять мікрофонів у той час, — і що «ніхто не міг передбачити сейсмічний зсув, який зробить цей альбом». The Chronic був поміщений у книгу 1001 альбом, який ви повинні почути, перш ніж померти.

## Комерційний успіх
Станом на 2015 альбом був проданий в США в кількості 5,7 мільйонів примірників і був сертифікований сертифікований RIAA як «тричі платиновий» через рік після виходу, 3 листопада 1993. Це другий альбом, що найбільше продається Dr. Dre, оскільки його наступний альбом 2001 (альбом) отримав «платиновий» сертифікат. Альбом вперше з'явився у музичних чартах у 1993 році, досягнувши 3 місця у чарті Billboard 200 та 1 місця у чарті Top R&B/Hip-Hop Albums. The Chronic провів вісім місяців у першій десятці чарту Billboard. Три сингли альбому увійшли до десятки найкращих синглів журналу Billboard.
The Chronic не з'являвся в чарті альбомів Великобританії UK Albums Chart до 2000 року, через вісім років після першого видання, і досяг 43 місця в липні 2004 року. Там було продано 260 814 екземплярів. The Chronic знову повернувся до чартів у 2003 році, потрапивши до топ-75 альбомів Ірландії під номером 48 та до топ-75 альбомів Великобританії під номером 43 у 2004 році.

## Спадщина
Відділившись від N.W.A, перший сольний альбом Dr. Dre затвердив його як одну з найбільших зірок хіп-хопу в його епоху. Письменник. Л. Дафф із Yahoo! Music написав про вплив альбому на його статус у хіп-хопі в той час, заявивши, що «значна репутація Dre заснована на цьому релізі, поряд з його технікою продакшена на альбомі Doggystyle Снупа та його ранньою роботою з N.W.A. Що б ви не думали про надмірне хвастощі в текстах, зібрані Dre треки і біти бездоганні». The Chronic приніс джи-фанк у мейнстрім — жанр, що визначається повільними басовими бітами та мелодійними синтезаторами, очолюваний семплами Пи-Фанка, жіночими вокалами та лаконічними фразами: спокійною ліричною подачею, що згадується як «ледаче розтягування слова». Альбом був названий на честь сленгової назви високоякісного сорту канабісу («Chronic»). Обкладинка альбому — данина поваги цигарковому паперу Zig-Zag. Роберт Крістгау сказав, що, хоча він «терпіти не може» цей альбом, він поважає The Chronic за його «вплив та значущість».
Альбом розпочав кар'єру хіп-хоп артистів Західного узбережжя, включаючи Snoop Doggy Dogg, Daz Dillinger, Kurupt, Nate Dogg та Warren G, зведеного брата Dr. Dre — всі вони продовжили займатися успішною комерційною кар'єрою. The Chronic широко розглядається як альбом, який перевизначив хіп-хоп на Західному узбережжі, продемонстрував комерційний потенціал гангста-репу як мультиплатиновий товар та затвердив джи-фанк як найпопулярніший звук у хіп-хоп музиці протягом кількох років після його випуску, з Dr. Dre, що продюсує головні альбоми, які сильно вплинули на його стиль продакшну. Успіх альбому зробив лейбл Death Row Records домінуючою силою у хіп-хопі 1990-х. Він був перевиданий 3 рази, спочатку як ремастований компакт-диск, потім як ремастований DualDisc з розширеним стерео та чотирма відео, а в 2009 році лейбл WIDEawake перевидав альбом із позначкою The Chronic: Re-Lit & From The Vault — це подвійний диск формату CD та DVD, на якому міститься 70 хвилин кліпів, рідкісних відео епохи Death Row, 30-хвилинне інтерв'ю з Dr. Dre 1997 року та 7 бонусних аудіо-треків. Сингли «Fuck wit Dre Day» та «Nuthin' but a „G“ Thang» потрапили в популярну відеогру Grand Theft Auto: San Andreas на вигаданій радіостанції Radio Los Santos.

## Список композицій
- Усі пісні спродюсовані Dr. Dre.

| №  | Назва                                            | Автор(и) пісні                                                      | Виконавці | Семпли | Тривалість |
| -- | ------------------------------------------------ | ------------------------------------------------------------------- | --- | --- | ---------- |
| 1  | «The Chronic» (Intro)                            | Snoop Dogg, Dr. Dre, Colin Wolfe                                    | - Snoop Dogg, Dr. Dre | - «Impeach the President» by The Honey Drippers - «Get Out of My Life, Woman» by Solomon Burke - «Funky Worm» by Ohio Players - «Country Cooking» by Jim Dandy - «The Shalimar» by Gylan Kain - «Colour Me Funky» by Parliament | 1:57       |
| 2  | «Fuck wit Dre Day (And Everybody's Celebratin')» | Dr. Dre, Snoop Dogg, Colin Wolfe                                    | - Перший куплет: Dr. Dre - Другий куплет: Snoop Dogg - Інтерлюдія: RBX - Третій куплет: Snoop Dogg, Dr. Dre - Аутро: Snoop Dogg - Вокал на аутро: Jewell      | - «Atomic Dog» by George Clinton - «(Not Just) Knee Deep» by Funkadelic - «Funkentelechy», «The Big Bang Theory», «Aqua Boogie (A Psychoalphadiscobetabioaquadoloop)» by Parliament                                             | 4:52       |
| 3  | «Let Me Ride»                                    | Dr. Dre, RBX, Snoop Dogg                                            | - Куплети: Dr. Dre - Рефрен: Snoop Dogg - Вокал: Ruben, Jewell                                                                                                | - «Mothership Connection (Star Child)», «Swing Down, Sweet Chariot (Live)» by Parliament - «Kissing My Love» (Drums) by Bill Withers - «Funky Drummer» (Drums) by James Brown                                                   | 4:21       |
| 4  | «The Day the Niggaz Took Over»                   | Dr. Dre, RBX, Snoop Dogg, Dat Nigga Daz                             | - Приспів: Snoop Dogg, RBX - Перший куплет: Dat Nigga Daz - Другий куплет: Dr. Dre - Третій куплет: RBX - Четвертий куплет: Dat Nigga Daz - Аутро: Snoop Dogg | - Samples LA uprising documentary «Birth of a Nation 4x29x92» (directed by Matthew McDaniels) - «Love's Gonna Get'cha (Material Love)» by Boogie Down Productions                                                               | 4:33       |
| 5  | «Nuthin’ But a „G“ Thang»                        | Snoop Dogg, D.O.C., Dr. Dre                                         | - Dr. Dre, Snoop Dogg | - «I Want'a Do Something Freaky to You» by Leon Haywood - «Uphill (Peace of Mind)» by Kid Dynamite - «B Side Wins Again» by Public Enemy                                                                                        | 3:58       |
| 6  | «Deeez Nuuuts»                                   | Dr. Dre, Dat Nigga Daz, Snoop Dogg, Colin Wolfe, Nate Dogg          | - Інтро: Warren G - Приспів: Snoop Dogg, Dr. Dre - Перший куплет: Dr. Dre - Другий куплет: Dat Nigga Daz - Третій куплет: Dr. Dre - Аутро: Nate Dogg          | - «Chestnuts» by Rudy Ray Moore - Excerpt from Perry Mason episode «The Case of the Runaway Corpse» - «Pull Fancy Dancer/Pull» by One Way                                                                                       | 5:06       |
| 7  | «Lil' Ghetto Boy»                                | Snoop Dogg, D.O.C., Dr. Dre                                         | - Перший куплет: Snoop Dogg - Другий куплет: Dr. Dre - Третій куплет: Snoop Dogg - Бек-вокал: Dat Nigga Daz                                                   | - «Little Ghetto Boy» by Donny Hathaway - «I Get Lifted» by George McCrae - «The Get Out of the Ghetto Blues» by Gil Scott-Heron                                                                                                | 5:27       |
| 8  | «A Nigga Witta Gun»                              | D.O.C., Snoop Dogg, Dr. Dre                                         | - Dr. Dre | - «Big Sur Suite» by Johnny «Hammond» Smith - «Who's the Man (With the Master Plan)» by The Kay Gees - «Friends» by Whodini | 3:52       |
| 9  | «Rat-Tat-Tat-Tat»                                | Dr. Dre, Snoop Dogg                                                 | - Інтро: RBX - Куплети: Dr. Dre - Приспів: Snoop Dogg, BJ - Аутро: Snoop Dogg                                                                                 | - Audio sample from The Mack - «Vegetable Wagon» by Donny Hathaway - «Brothers Gonna Work It Out» by Willie Hutch - «Pot Belly» by Lou Donaldson                                                                                | 3:48       |
| 10 | «The $20 Sack Pyramid» (Skit)                    | D.O.C., Snoop Dogg, Dr. Dre                                         | - Інтро: Dr. Dre - Вокал: Snoop Dogg, Samara - Гост: Big Tittie Nickie - Учасник 1: The D.O.C. - Учасник 2: Samara                                            | - «Papa Was Too» by Joe Tex | 2:53       |
| 11 | «Lyrical Gangbang»                               | Kurupt, RBX, The Lady of Rage, Snoop Dogg, Dr. Dre, D.O.C.          | - Перший куплет: The Lady of Rage - Другий куплет: Kurupt - Третій куплет: RBX                                                                                | - «Damn» by The Nite-Liters - «When the Levee Breaks» by Led Zeppelin - «Played Like a Piano» by King Tee - «Hole in the Head» by Cypress Hill                                                                                  | 4:04       |
| 12 | «High Powered»                                   | Dr. Dre, RBX, Colin Wolfe                                           | - Інтро: Dr. Dre - Бек-вокал: Lady of Rage - Куплети: RBX - Аутро: Dat Nigga Daz                                                                              | - «Buffalo Gals» by Malcolm McLaren | 2:44       |
| 13 | «The Doctor's Office» (Skit)                     | Dr. Dre, Kevin Lewis, Jewell, The Lady of Rage                      | - Jewell, The Lady of Rage, Dr. Dre | - «Back in Bed» by Jewell | 1:04       |
| 14 | «Stranded on Death Row»                          | Kurupt, RBX, The Lady of Rage, Snoop Dogg                           | - Intro: Bushwick Bill - Перший куплет: Kurupt - Другий куплет: RBX - Третій куплет: The Lady of Rage - Четвертий куплет: Snoop Dogg - Аутро: Bushwick Bill   | - «Do Your Thing (Live)» by Isaac Hayes - «If It Don't Turn You on (You Outta Leave It Alone)» by B.T. Express - «The Jam» by Graham Central Station                                                                            | 4:47       |
| 15 | «The Roach» (The Chronic Outro)                  | RBX, The Lady of Rage, Dat Nigga Daz                                | - Куплети: RBX - Приспів: Emmage, Ruben - Бек-вокал: Dat Nigga Daz, The Lady of Rage, Jewell                                                                  | - «P. Funk (Wants to Get Funked Up)», «Colour Me Funky» by Parliament - «Impeach the President» (Drums) by The Honey Drippers                                                                                                   | 4:36       |
| 16 | «Bitches Ain't Shit»                             | Dr. Dre, Colin Wolfe, Snoop Dogg, The D.O.C., Kurupt, Dat Nigga Daz | - Приспів: Snoop Dogg - Перший куплет: Dr. Dre - Другий куплет: Dat Nigga Daz - Третій куплет: Kurupt - Четвертий куплет: Snoop Dogg - Аутро: Jewell          | - «Adolescent Funk» by Funkadelic - «Let's Get Small» by Trouble Funk | 4:48       |

| The Chronic: Dualdisc Limited Edition DVD Side | The Chronic: Dualdisc Limited Edition DVD Side   | The Chronic: Dualdisc Limited Edition DVD Side |
| #                                              | Назва                                            | Тривалість                                     |
| ---------------------------------------------- | ------------------------------------------------ | ---------------------------------------------- |
| 1.                                             | «The Chronic» (In Enhanced Stereo)               | 62:04                                          |
| 2.                                             | «Nuthin' But A 'G' Thang» (Original Music Video) | 4:47                                           |
| 3.                                             | «Let Me Ride» (Original Music Video)             | 6:54                                           |
| 4.                                             | «Dre Day» (Original Music Video)                 | 6:15                                           |
| 5.                                             | «Lil' Ghetto Boy» (Original Music Video)         | 5:04                                           |

## Матеріал, що не увійшов до альбому
- The Hoe Hopper (featuring Snoop Doggy Dogg) записана під час сесій The Chronic, але вирізана з фінального альбому.
- «Rat-Tat-Tat-Tat (Original)» — альтернативна версія тієї, яка була випущена на альбомі. Оригінальний інструментал пізніше був використаний у пісні And Ya Don't Stop репера Warren G на його альбомі Regulate. . . G Funk Era .
- "Mr. Officer (featuring RBX and Prince Ital Joe) — оригінальна версія пісні The Day the Niggaz Took Over. Пісня за назвою «Mr. Officer» реп-співачка Michel'le була включена до збірки Suge Knight Represents: Chronic 2000 . 2016 року оригінальна пісня була опублікована в інтернеті.
- «One Eight Seven» (featuring Snoop Doggy Dogg) — ремікс пісні «Deep Cover» з іншою лірикою і злегка зміненим бітом, спочатку призначений для альбому The Chronic, але був вирізаний через пісню «Cop Killer», і знайшов своє місце як б-сторона на синглу " Dre Day ".
- «Niggaz Don't Give a Fuck» (featuring Tha Dogg Pound) — включений в саундтрек до фільму Poetic Justice .
- «Poor Young Dave» (featuring Snoop Doggy Dogg) — випущений в 2009 році на Chronic Re-Lit і From the Vault .
- «Die Muthafucka Die» — сольний трек Dr. Dre, пізніше ремікшований для збірки Suge Knight Represents: Chronic 2000, за участю Top Dogg, ремікс був випущений у 2016 році.
- Smoke On — сольний трек Snoop Doggy Dogg, пізніше включений в The Chronic Re-Lit і From the Vault .
- «OG to BG» (featuring Snoop Doggy Dogg) — ремікшована версія за участю Soopafly, з'явилася на збірнику Suge Knight Represents: Chronic 2000 . Оригінальна пісня була опублікована в інтернеті у 2016 році.

## Учасники запису
- Dr. Dre — вокал, синтезатори, продюсер, програмування ударних, зведення
- Snoop Doggy Dogg — вокал
- Lady of Rage — вокал
- Warren G — вокал
- The D.O.C. — співавтор
- RBX — вокал
- Nate Dogg — вокал
- Dat Nigga Daz — вокал, програмування ударних
- Kurupt — вокал
- Колін Вульф — бас-гітара, бас-клавішні, співавтор
- Джастін Рейнхардт — клавішні
- Катісс Бакінгем — флейта, саксофон
- Ерік «The Drunk» Бордерс — гітара
- Кріс Клермонт — гітара
- Грег «Gregski» Роял — зведення
- Кріс «The Glove» Тейлор — зведення
- Віллі Уілл — зведення
- Бен Батлер — продюсер
- Шуг Найт — виконавчий продюсер

## Чарти
| Чарт (1993–2004)                             | Пікова позиція |
| -------------------------------------------- | -------------- |
| Австралія Australian Albums (ARIA)           | 91             |
| Німеччина German Albums (Offizielle Top 100) | 74             |
| Ірландія Irish Albums (IRMA)                 | 48             |
| Швеція Swedish Albums (Sverigetopplistan)    | 35             |
| Велика Британія UK Albums (OCC)              | 43             |
| Велика Британія UK R&B Albums (OCC)          | 11             |
| США Billboard 200                            | 3              |
| США Top R&B/Hip-Hop Albums (Billboard)       | 1              |

| Чарт (2022)                 | Пікова позиція |
| --------------------------- | -------------- |
| Польща Polish Albums (ZPAV) | 48             |

| Чарт (2023)                                  | Пікова позиція |
| -------------------------------------------- | -------------- |
| Бельгія Belgian Albums (Ultratop Flanders)   | 139            |
| Бельгія Belgian Albums (Ultratop Wallonia)   | 96             |
| Німеччина German Albums (Offizielle Top 100) | 35             |
| Швейцарія Swiss Albums (Schweizer Hitparade) | 32             |

| Чарт (1993)                            | Позиція |
| -------------------------------------- | ------- |
| США Billboard 200                      | 6       |
| США Top R&B/Hip Hop Albums (Billboard) | 2       |

| Чарт (1994)                            | Позиція |
| -------------------------------------- | ------- |
| США Top R&B/Hip Hop Albums (Billboard) | 57      |

| Чарт (2001)                                    | Позиція |
| ---------------------------------------------- | ------- |
| Бельгія Belgian Albums (Ultratop Wallonia)     | 73      |
| Канада Canadian R&B Albums (Nielsen SoundScan) | 194     |

## Сертифікації

### Альбом
| Регіон                                                                                          | Сертифікація  | Продажі    |
| ----------------------------------------------------------------------------------------------- | ------------- | ---------- |
| Велика Британія (BPI)                                                                           | Золотий       | 260,814    |
| США (RIAA)                                                                                      | 3× Платиновий | 3 000 000^ |
| *продажі, що базуються лише на сертифікаціях ^відвантаження, що базуються лише на сертифікаціях |               |            |

### Сингли
| Регіон                                                                                          | Сертифікація | Продажі    |
| ----------------------------------------------------------------------------------------------- | ------------ | ---------- |
| США (RIAA) «Nuthin’ But a “G” Thang»                                                            | Платиновий   | 1 000 000^ |
| США (RIAA) «Dre Day»                                                                            | Золотий      | 500 000^   |
| *продажі, що базуються лише на сертифікаціях ^відвантаження, що базуються лише на сертифікаціях |              |            |

## Нагороди та номінації
| Нагорода                                                                                                   | Рік  | Номінована робота           | Категорія                                             | Результат |
| --- | ---- | --------------------------- | ----------------------------------------------------- | --------- |
| <i id="mwA_Y">Billboard</i> Music Awards [Архівовано 30 квітня 2020 у Archive.is]                          | 1993 | Dr. Dre                     | #1 R&B Artist (R&B-виконавець року)                   | Перемога  |
| <i id="mwA_Y">Billboard</i> Music Awards [Архівовано 30 квітня 2020 у Archive.is]                          | 1993 | Dr. Dre                     | #1 R&B Albums Artist (Виконавець року з R&B-альбомом) | Перемога  |
| <i id="mwA_Y">Billboard</i> Music Awards [Архівовано 30 квітня 2020 у Archive.is]                          | 1993 | Dr. Dre                     | #1 Debut Artist (Дебютний виконавець року)            | Перемога  |
| American Music Awards [Архівовано 12 вересня 2012 у Archive.is]                                            | 1994 | Dr. Dre                     | «Улюблений реп/хіп-хоп артист»                        | Перемога  |
| American Music Awards [Архівовано 12 вересня 2012 у Archive.is]                                            | 1994 | Dr. Dre                     | «Улюблений новий реп/хіп-хоп артист»                  | Перемога  |
| MTV Video Music Awards [Архівовано 7 грудня 2007 у Wayback Machine.] [Архівовано 31 серпня 2012 у WebCite] | 1993 | " Nuthin' But a «G» Thang « | Найкраще реп-відео                                    | Номінація |
| MTV Video Music Awards [Архівовано 7 грудня 2007 у Wayback Machine.] [Архівовано 31 серпня 2012 у WebCite] | 1994 | » Let Me Ride "             | Найкраще реп-відео                                    | Номінація |
| Grammy Awards [Архівовано 16 жовтня 2017 у Wayback Machine.] [Архівовано 15 липня 2020 у Wayback Machine.] | 1994 | «Nuthin' But a „G“ Thang»   | Найкраще реп-виконання дуетом чи групою               | Номінація |
| Grammy Awards [Архівовано 16 жовтня 2017 у Wayback Machine.] [Архівовано 15 липня 2020 у Wayback Machine.] | 1994 | Let Me Ride                 | Найкраще сольне реп-виконання                         | Перемога  |
| Soul Train Music Awards [Архівовано 22 лютого 2022 у Wayback Machine.]                                     | 1994 | «Nuthin' But a „G“ Thang»   | Найкраще музичне відео                                | Номінація |
| Soul Train Music Awards [Архівовано 22 лютого 2022 у Wayback Machine.]                                     | 1994 | «Nuthin' But a „G“ Thang»   | Найкращий R&B Single — чоловічий                      | Номінація |
| The Source Hip-Hop Music Awards [Архівовано 20 грудня 2019 у Wayback Machine.]                             | 1994 | Dr. Dre                     | Артист року, соло                                     | Перемога  |
| The Source Hip-Hop Music Awards [Архівовано 20 грудня 2019 у Wayback Machine.]                             | 1994 | Dr. Dre                     | Продюсер року                                         | Перемога  |
| The Source Hip-Hop Music Awards [Архівовано 20 грудня 2019 у Wayback Machine.]                             | 1994 | The Chronic                 | Альбом року                                           | Перемога  |